# Ulica Przyrynek w Warszawie
Ulica Przyrynek w Warszawie – ulica Nowego Miasta, biegnąca od Rynku Nowego Miasta i ul. Kościelnej do ul. Wójtowskiej.

## Historia
Ulica Przyrynek jest dawną drogą wiodącą wzdłuż ogrodów mieszczańskich zwanych Morgami, i od nich zwana w wieku XVI Morgowską. 
Już wcześniej, od początków XV wieku przy ul. Przyrynek rozciągała się działka należąca do kościoła Nawiedzenia Najświętszej Marii Panny wybudowanego w roku 1411, na której znajdowała się także szkoła i szpital.
W połowie XVI wieku przy ulicy pojawiły się niewielkie drewniane domki należące do ubogich mieszczan, jednak po usypaniu w latach 1621–24 Wału Zygmuntowskiego Przyrynek został odcięty od Nowej Warszawy.
W połowie XVII pojawia się epizodycznie nazwa ul. Panny Marii (od pobliskiego kościoła), zaś obecna - Przyrynek - w początkach następnego stulecia.
Pierwsze obiekty murowane pojawiły się tu w wieku XVII; wtedy to wybudowano pałac Radziwiłłów, w którym na przełomie XVIII/XIX wieku mieściła się loża masońska, i od niej zwano go pałacem Lucyfera.
Około 1765 powstał pałac ks. Doroty Miączyńskiej, żony podskarbiego nadwornego koronnego i kasztelana podlaskiego, Atanazego Miączyńskiego.
W roku 1791 ulicę wybrukowano; w roku 1821 do szpitala działającego przy kościele Nawiedzenia NMP przeniesiono przytułek dla starców zwany Szpitalem św. Ducha i Panny Marii działający wcześniej przy ul. Nowomiejskiej 23.
Kilka lat później do pałacu Miączyńskiej przeniesiono inny szpital, działający wcześniej przy kościele św. Marcina przy ul. Piwnej, sam pałac zaś został przebudowany w okresie 1817-30 przez architekta Aleksandra Groffe, twórcę m. in ratusza w Łomży.
W latach 1832 i 1851 ulica została dwukrotnie skrócona w związku z poszerzeniem esplanady Cytadeli Warszawskiej, rozebrano wtedy pałac Miączyńskiej i inne budowle znajdujące się przy końcowym odcinku ulicy.
W roku 1884 wzniesiono nowe zabudowania Domu Schronienia dla Starców, z pawilonami przy ul. Samborskiej; autorem projektu przebudowy był architekt Adolf Adam Loeve, ojciec znanego architekta Kazimierza Loewego. Około 1905 pod nr. 4 wzniesiono budynek domu starców, zaprojektowany przez A. Szreniawę-Oraczewskiego.
Po wytyczeniu w 1919 ul. Romana Sanguszki ulica Przyrynek została skrócona po raz kolejny, zaś na jej osi wzniesiono w latach 1925−1926 według projektu Antoniego Dygata gmach Polskiej Wytwórni Papierów Wartościowych.
Zabudowa ulicy została całkowicie zniszczona w roku 1944; po wojnie wzniesiono nie nawiązujące do historii ulicy domy jednorodzinne oraz kilka socrealistycznych trzypiętrowych kamieniczek w historyzującym stylu oraz gmach zespołu Szkół Architektoniczno-Budowlanych im. Stanisława Noakowskiego (nr 9).
W 1958 na terenie posesji Przyrynek 4 przebito nową ulicę − Burmistrzowską.
W latach 50. u zbiegu z ulicą Kościelną, przy murze otaczającym kościół, ustawiono tablicę Tchorka upamiętniającą mord na ludności cywilnej w sierpniu 1944.

## Ważniejsze obiekty
- Kościół Nawiedzenia Najświętszej Marii Panny
- Technikum Architektoniczno-Budowlane im. S. Noakowskiego